# 前8世纪
| 千纪： | 前2千纪 \| 前1千纪 \| 1千纪 |
| 世纪： | 前11世纪 \| 前10世纪 \| 前9世纪 \| 前8世纪 \| 前7世纪 \| 前6世纪 \| 前5世纪                                                    |
| 年代： | 前790年代 \| 前780年代 \| 前770年代 \| 前760年代 \| 前750年代 \| 前740年代 \| 前730年代 \| 前720年代 \| 前710年代 \| 前700年代 |

前800年至前701年的这一段期间被称为前8世纪。

## 重要事件、发展与成就
- 科学技术

- 战争与政治
  - 周平王姬宜臼遷都雒邑，西周結束，東周開始。（前770年）
  - 希腊人到西西里岛
  - 根據羅馬人傳說，羅慕洛和勒莫在意大利中部建立羅馬。羅慕洛建立羅馬王國（羅慕洛王朝）。（前753年）
  - 以色列和大馬士革結成第二次反亞述聯盟（又稱敘利亞-以法蓮Syria-Ephraim聯盟），對抗亞述。（前743年）
  - 薩爾貢二世繼為亞述國王。同年薩爾貢二世攻滅以色列，俘擄大批以色列人至亞述（前722年）
  - 猶大國王希西家與埃及、腓尼基諸城邦和腓利斯提組成第三次反亞述聯盟。
  - 米底人首領迪約西茲（Deioces）在伊朗西部建立米底王國。
  - 楚子熊通稱王，即楚武王，此為最早自立為王的周諸侯。（前704年）
  - 亞述擊破第三次反亞述聯盟，征服腓利斯提，蹂躪猶大。（前701年）

- 公元前8世纪的天灾人祸

- 文化娱乐
  - 傳說希臘人於是年舉行第一屆奧林匹亞賽會，希臘之奧林匹亞紀元開始。（前776年）

- 社會與經濟
  - 印度之早期吠陀時代結束，後期吠陀（Later Veda）時代（又稱史詩時代）開始。（約前800年）

- 疾病与医学

- 环境与自然资源

- 宗教與哲學